# Grognard

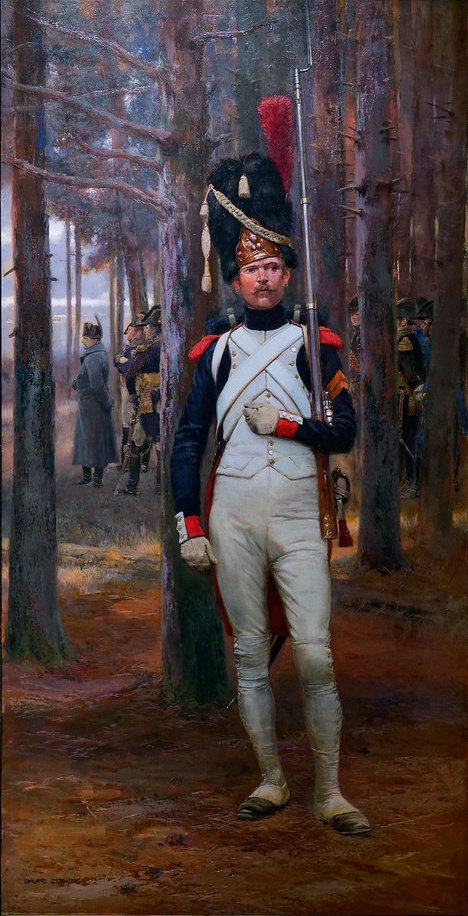
Grenadier Guard, Édouard Detaille, antecedente al 1912. L'opera mostra un grognard della Guardia imperiale di Napoleone Bonaparte.

Grognard è una parola della lingua francese che può essere tradotto in italiano come "brontolone" o "colui che mugugna". Non è necessariamente peggiorativo e a volte è utilizzato come complimento. Storicamente indica un soldato della Guardia imperiale di Napoleone Bonaparte, in particolare i veterani della Grande Armata, ma in seguito fu utilizzato anche per i soldati più fedeli all'imperatore, soprannominati così quando si lagnavano del loro modo di vivere. Alcuni di loro seguirono Napoleone nel suo esilio all'Isola d'Elba del 1814. I grognard venivano anche indicati come "i vecchi della vecchia": i vecchi (soldati) della vecchia (guardia).
L'immaginario collettivo rappresenta generalmente il grognard nella sua uniforme da granatiere.
Il termine "grognard" viene anche utilizzato per indicare i giocatori veterani di wargame dei primi anni settanta del XX secolo. Con questo significato è stato usato per la prima volta da John Young, al tempo impiegato della Simulations Publications, e successivamente usato diffusamente nella rivista Strategy & Tactics.